# Тім Еріксон
Тім Еріксон (швед. Tim Erixon; 24 лютого 1991, м. Порт-Честер, США) — шведський хокеїст, захисник. Виступає за «Торонто Мейпл-Ліфс‎» у Національній хокейній лізі.
Вихованець хокейної школи ХК «Шеллефтео». Виступав за ХК «Шеллефтео», «Нью-Йорк Рейнджерс», «Коннектикут Вейл» (АХЛ), «Колумбус Блю-Джекетс», «Чикаго Блекгокс‎».
В чемпіонатах НХЛ — 93 матчі (2+12).
У складі національної збірної Швеції учасник чемпіонату світу 2011. У складі молодіжної збірної Швеції учасник чемпіонатів світу 2009, 2010 і 2011. У складі юніорської збірної Швеції учасник чемпіонату світу 2009.
Батько: Ян Еріксон.
Досягнення
- Срібний призер чемпіонату світу (2011)
- Срібний призер чемпіонату Швеції (2011).